# Schmidtiana bicolor
Schmidtiana bicolor là một loài bọ cánh cứng trong họ Cerambycidae.